# Kassina cassinoides
Kassina cassinoides es una especie de anfibios de la familia Hyperoliidae.
Habita en Burkina Faso, Camerún, Costa de Marfil, Gambia, Ghana, Malí, posiblemente Benín, posiblemente Chad, posiblemente Guinea, posiblemente Guinea-Bissau, posiblemente Mauritania, posiblemente Níger, posiblemente Nigeria, posiblemente Senegal y posiblemente Togo.
Su hábitat natural incluye bosques tropicales o subtropicales secos y a baja altitud, sabanas secas, sabanas húmedas, zonas secas de arbustos, lagos intermitentes de agua dulce, marismas intermitentes de agua dulce y pastos.